# Castello di Wildbach
Il castello di Wildbach (in tedesco Schloss Wildbach) si trova nell'omonima località del comune austriaco di Deutschlandsberg nel distretto che porta lo stesso nome appartenente al Land della Stiria. L'edificio storico originale risale al XIII secolo.

## Storia

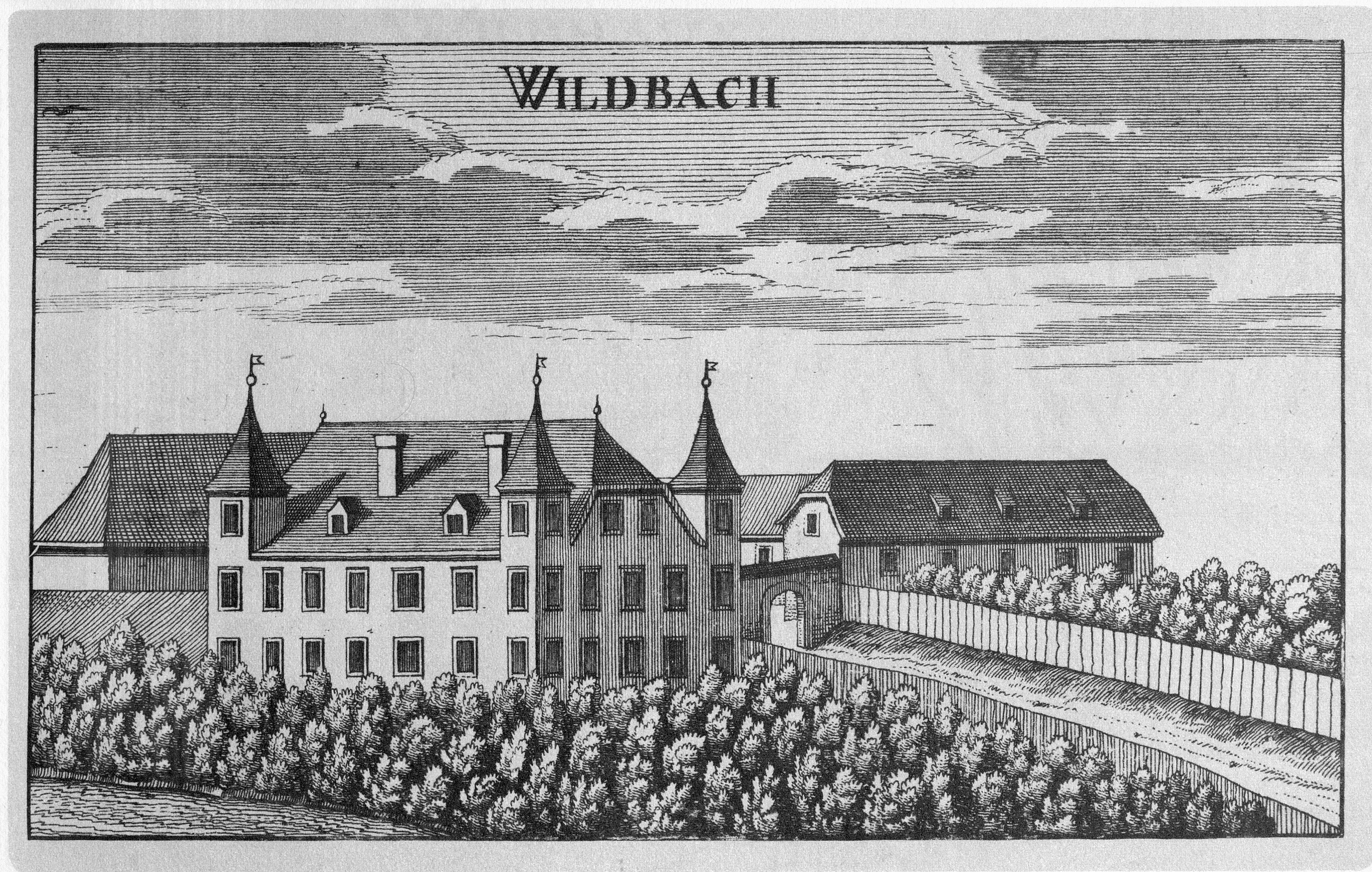
Litografia del castello di Wildbach realizzata da Georg Matthäus Vischer nel XVII secolo

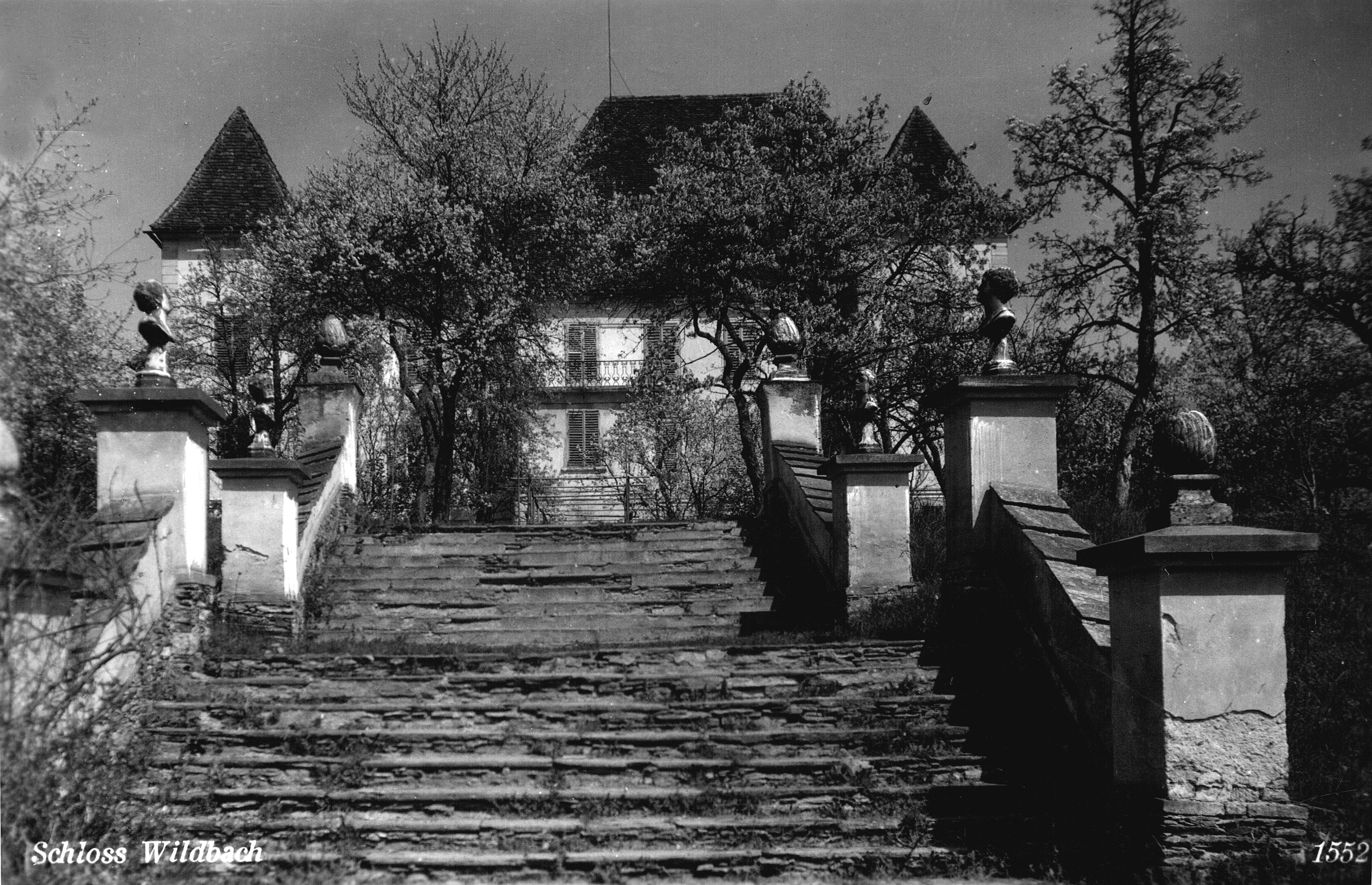
Il castello in una foto del 1960

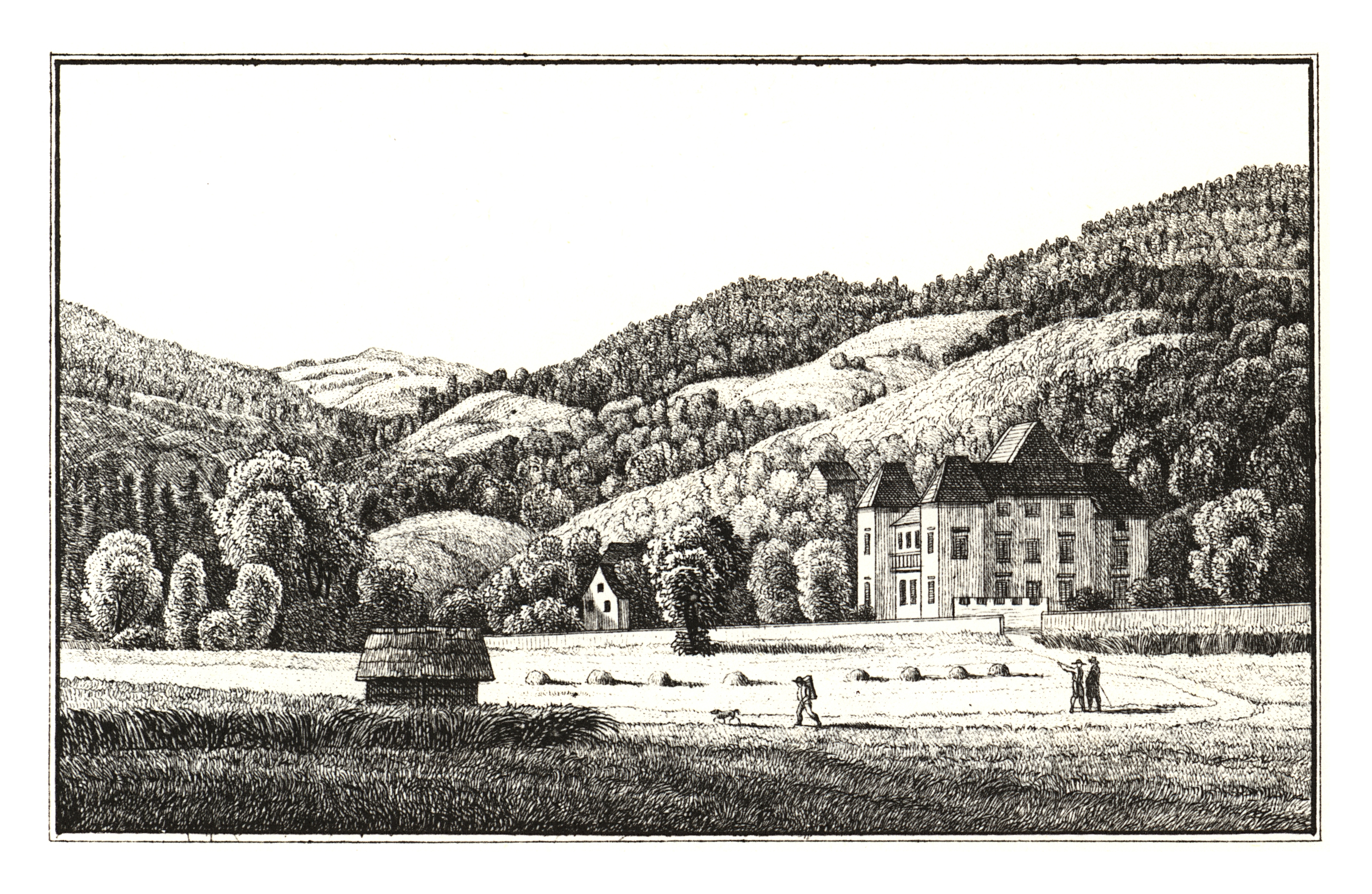
Litografia del castello di Wildbach realizzata da Joseph Franz Kaiser nel XIX secolo

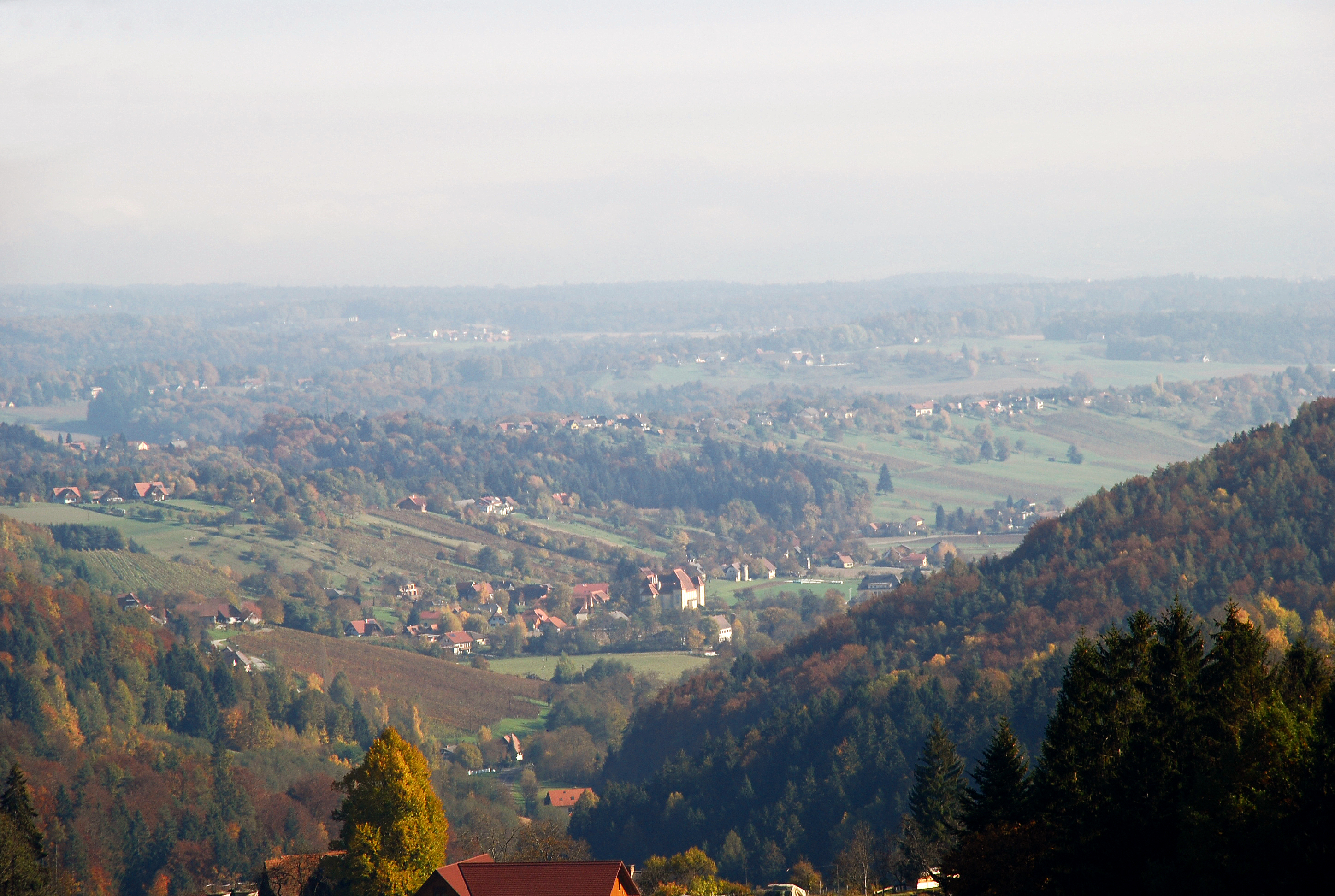
Panorama della vallata col castello

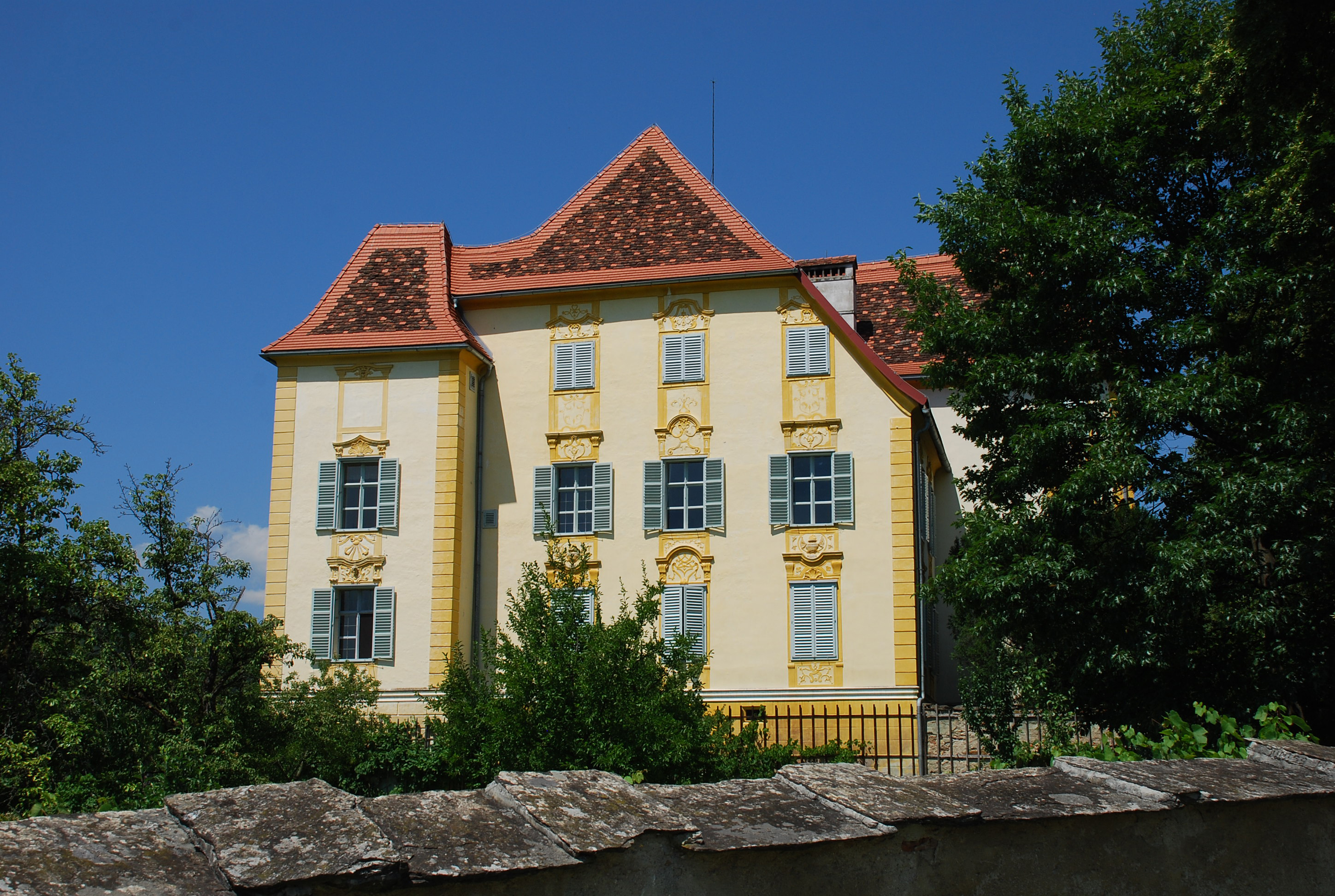
Una delle facciate laterali del castello

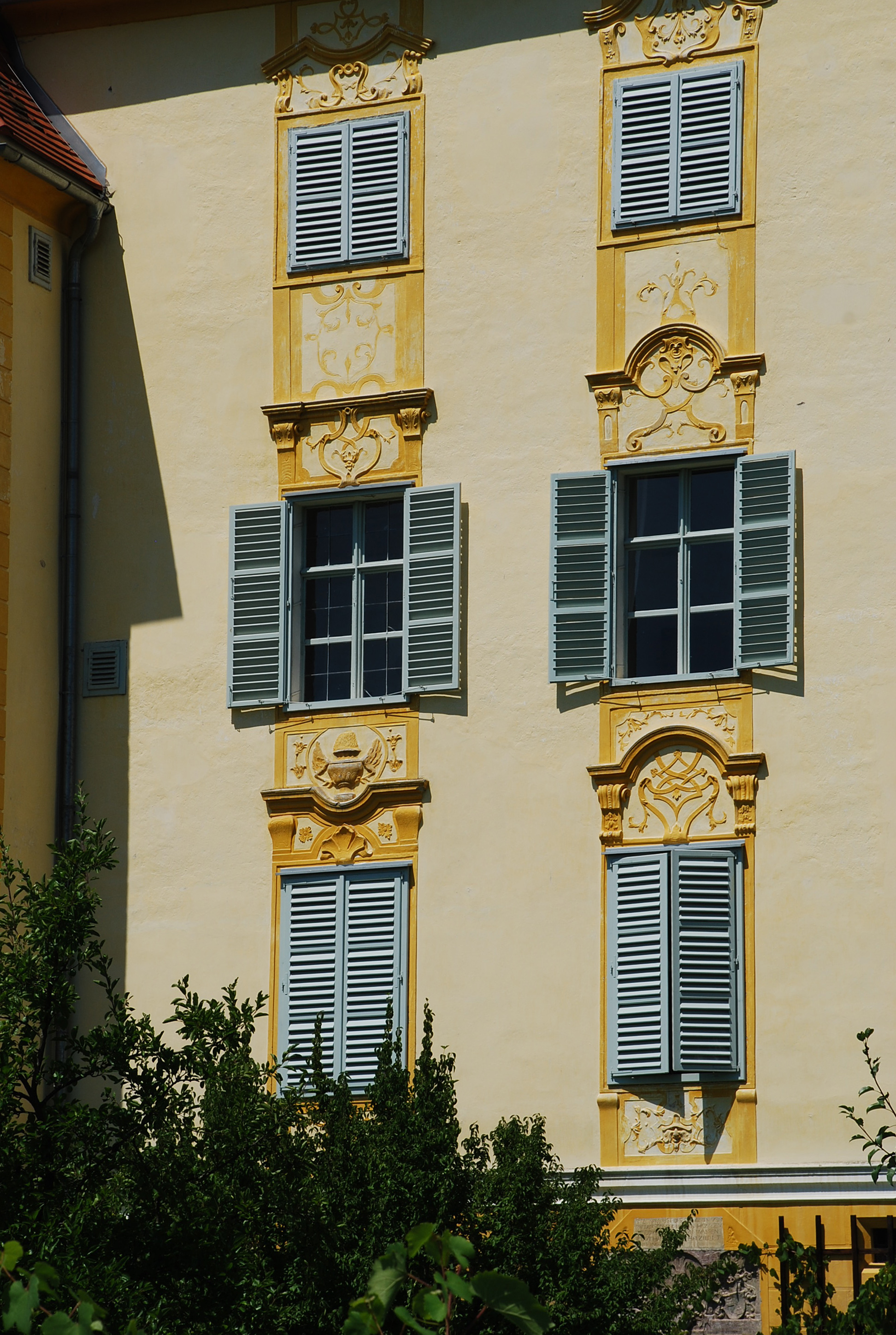
Particolare con gli stucchi delle finestre

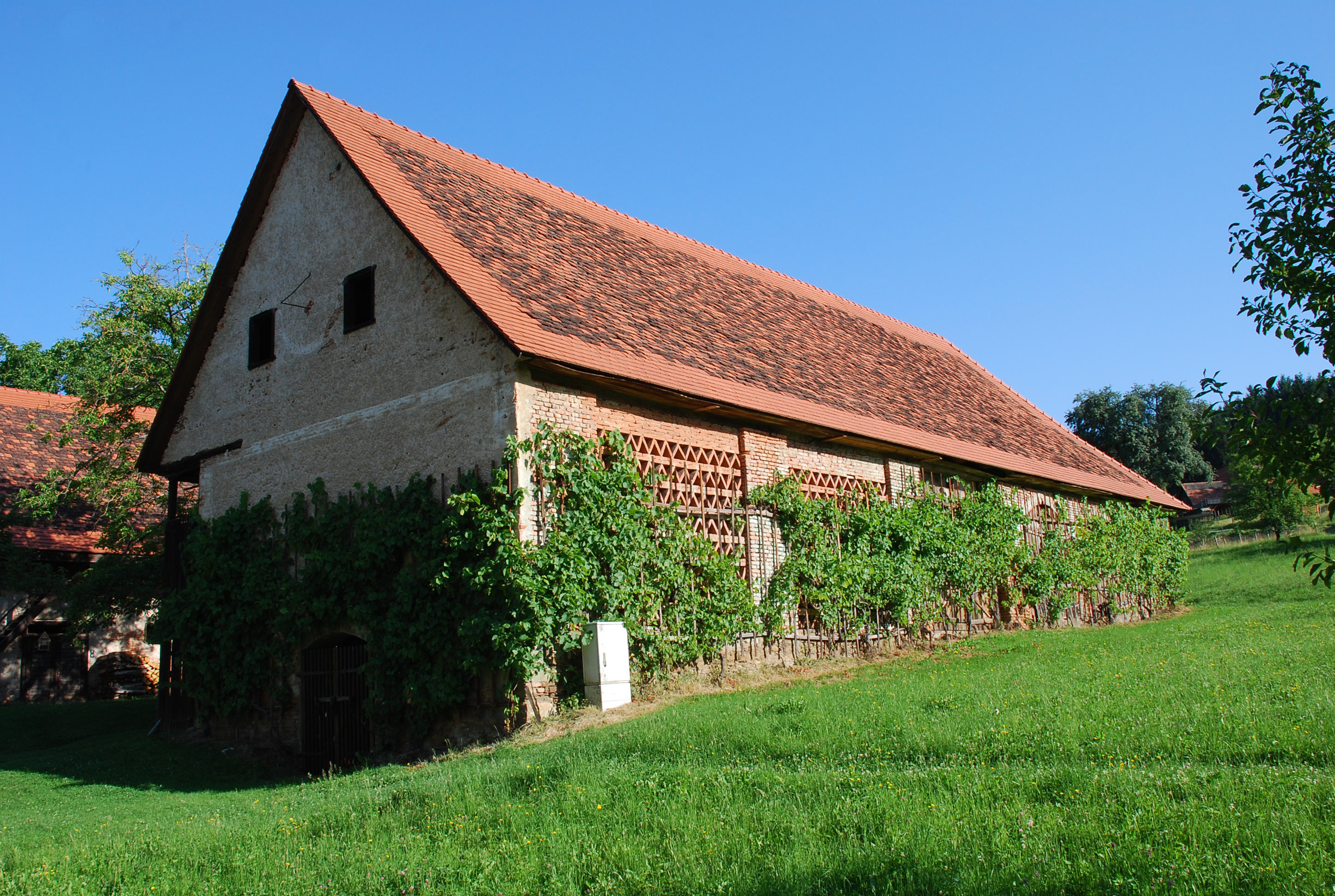
Struttura agricola appartenente alla tenuta

La primitiva struttura fortificata medievale che si trovava sul sito fu probabilmente costruita nel XIII secolo ed era circondata da mura e da un fossato. Questa fu in realtà una fattoria costruita dai signori di Wildbach, allora tra i seguaci del Wildoner. Albrecht von Wildbach viene ripetutamente citato tra il 1277 e il 1300. Ai Wildoner seguirono come feudatari i Pettauer e con l'estinzione dei Wildbacher il feudo passò agli Staindorfer, con loro imparentati. Nel 1443 il re Federico IV, divenuto in seguito l'imperatore Federico III d'Asburgo, affidò il maniero a Kaspar Staindorfer. Nel 1499, grazie al matrimonio, il castello di Wildbach passò a Paul Percival von Sunneckh al quale dal 1470 fu concesso di farsi chiamare von Wildenstein avendo ottenuto una carica nobiliare. Il successore Sigmund von Wildenstein dovette respingere diverse pretese ereditarie e comprare le quote non sue dai coeredi prima di poter considerare Wildbach come proprietà personale a pieno titolo. Sigmund tra il 1534 e il 1540 riuscì a ricostruire il palazzo originario, che risale al XIV secolo ma fu distrutto dai Turchi, e ad espandere notevolmente il suo dominio. A quel tempo fu costruito un edificio aperto a tre ali che rimase sostanzialmente invariato per 250 anni. Alla fine del XVI secolo nel territorio di Wildbach si contavano 255 abitazioni legate alla proprietà e intorno al 1730 il castello fu oggetto di una completa ristrutturazione. Nel 1746, a causa degli elevati debiti, la tenuta fu temporaneamente sequestrata e i lavori di ristrutturazione furono completati solo nel 1788. In quel momento il castello ricevette la forma che ci è pervenuta e fu creato il ricco arredamento barocco e rococò tanto da renderlo un soggetto presente in molte vedute antiche e in pubblicazioni che descrivevano il territorio. Alla fine nel 1793 il conte Kajetan Wildenstein dovette vendere il castello a Josef Edler von Mosmüller al quale successe il conte Liechtenberg che a sua volta vendette il castello a Johann Massegg. La dimora rivestì un ruolo importante nella vita culturale biedermeier della Stiria per la presenza di un salone musicale che Karl Pachler gestiva con la moglie Marie Leopoldine. Un anno prima della sua morte ospitò il famoso compositore Franz Schubert, invitato della famiglia Pachler dal 3 al 20 settembre 1827. Nel 1960 l'edificio risultò di proprietà della famiglia Mihurko per passare infine ad essere una tenuta con diversi proprietari privati.

## Descrizione
Il castello si trova a Wildbach, frazione a nord del comune austriaco di Deutschlandsberg nell'omonimo distretto, Land della Stiria. Il territorio è noto per il vitigno Wildbach, conosciuto anche come uva Schilcher, che permette di ottenere uno dei vini più famosi della Stiria. L'edificio che ci è pervenuto risale alla metà del XVI secolo e fu notevolmente modificato dai lavori di ristrutturazione iniziati intorno al 1730. Fu prolungato verso ovest, creando un piccolo cortile. Sul lato nord fu aggiunto un corpo centrale a tre piani con scala di rappresentanza, in modo che il piccolo cortile fosse chiuso. Il timpano sopra questa ala residenziale ha un orologio. Nel cortile interno è conservata una coppia di portici a due piani. Due torri ad asse singolo sul lato sud risalgono al XVI secolo conferiscono all'edificio un aspetto da fortezza. Il castello è decorato con delicati stucchi color ocra del XVIII secolo sopra le finestre e gli angoli delle facciate sono sottolineati da blocchi di intonaco. Una targa sopra la porta ricorda la visita del compositore Franz Schubert nel 1827. Al secondo piano della torre ovest si trova la cappella gentilizia dedicata a Sant'Anna che venne consacrata nel 1681 ma fu successivamente profanata. Il suo altare risale al 1760 circa. Gli stucchi nello scalone e nelle stanze del secondo piano sono notevoli. Nelle stanze sono conservate alcune stufe stile rococò e stile impero oltre a resti di decorazioni parietali. Il castello è proprietà privata.

### Bene architettonico tutelato
Il castello di Wildbach è stato posto sotto tutela dei monumenti da parte della Repubblica austriaca col numero 3378.